# Riciclaggio del sughero

Il simbolo internazionale per i materiali riciclabili

Il riciclaggio del sughero (o riciclo del sughero) è un settore specifico del riciclaggio dei rifiuti.
A livello europeo, il codice Cer di riferimento è: 03.01.01: Scarti corteccia e sughero: il sughero è leggero, ha proprietà idrorepellenti e si presta a molti utilizzi.
Il riciclo di questo materiale naturale, specialmente dei tappi in sughero, è di recente attuazione ed è legato principalmente al mondo del volontariato e delle associazioni ambientaliste. I primi numeri sulle quantità raccolte mostrano un trend all'espansione e si stanno mostrando molto utili per:
- salvaguardare le sugherete e mediterranee, importanti habitat ecologici per la biodiversità;
- ridurre il volume di spazzatura;
- dare nuovi impulsi alla filiera di produzione del sughero, slegandola dal singolo prodotto del tappo per l'imbottigliamento dei vini, ma proponendo nuovi impieghi quali l'edilizia sostenibile (isolamento termo acustico), il design (vestiti e accessori, complementi di arredo), la bonifica ambientale e il rivestimento interno di barche e automobili;
- aiutare progetti di utilità sociale ed ambientale.

Il suo riciclaggio risulta essere un metodo più idoneo rispetto al compostaggio, sia per i lunghi tempi di decomposizione del sughero, sia per la relativa carenza del materiale stesso.